# 청진교원대학
청진교원대학(淸津敎員大學)은 조선민주주의인민공화국 함경북도 청진시에 있는 4년제 국립 교원대학이다.

## 연혁
- 1949년 3월 청진교원대학교(淸津敎員大學校) 개교
- 1954년 3월 한국 전쟁 종전의 여파로 인하여 폐교
- 1968년 7월 청진교양원대학교(淸津敎養園大學校)로 재발족.
- 1972년 9월 청진교원대학교(淸津敎員大學校)로 재개편.